# Inês de Monferrato
Inês de Monferrato (em italiano: Agnes de Montferrat) foi uma nobre italiana, filha de Bonifácio I de Monferrato, fundador do Reino de Tessalônica (r. 1192–1207) e sua primeira esposa Helena de Bosco. Em 1207, tornar-se-ia imperatriz-consorte do Império Latino, mediante casamento com o imperador latino de Constantinopla Henrique de Flandres (r. 1205–1216), posição que manteve até 1208, quando provavelmente faleceu.

## Família
Inês era filha de Bonifácio I de Monferrato, fundador do Reino de Tessalônica, com sua primeira esposa Helena de Bosco, que era filha de Anselmo de Bosco. Era irmã de Guilherme VI de Monferrato (r. 1207–1225) e de Beatriz de Monferrato, esposa de Henrique II de Carretto, marquês de Savona. Era ainda meia-irmã por parte de pai de Demétrio de Monferrato (r. 1207–1224), rei de Tessalônica.

## Imperatriz consorte
De acordo com Godofredo de Vilearduin, Inês viveu na Lombardia até seu pai convocá-la a Tessalônica em 1206. Bonifácio em seguida enviou Otão de la Roche, duque de Atenas, numa missão a Henrique, propondo-lhe um casamento entre os dois. Henrique concordou e Bonifácio enviou a filha a Abidos, na Mísia, numa galé. Seus mensageiros então chegaram a Henrique com a localização de sua nova esposa. O próprio Godofredo e Miles de Brabante foram designados para escoltá-la. Vilearduin a descreve como "muito boa e bela" e a viagem até Constantinopla ocorreu sem percalços. Em 4 de fevereiro de 1207, Inês se casou com Henrique e segundo Vilearduin, a cerimônia ocorreu em Santa Sofia num domingo depois da Candelária. A festa depois foi realizada no Palácio de Bucoleão. De acordo com Mihail-Dimitri Sturdza, o casamento era parte de uma nova aliança entre Bonifácio e Henrique contra Joanitzes da Bulgária (r. 1197–1207).
Vilearduin relata ainda que, em setembro de 1207, Henrique informou seu sogro que Inês estava grávida, uma boa notícia para ambos. A crônica termina com a morte de Bonifácio em 4 de setembro e não relata o que aconteceu depois. Como não se menciona mais Inês daí em diante nas fontes, presume-se que ela tenha morrido no parto juntamente com a criança.
No ano seguinte, existe uma menção, por Henrique de Valenciennes, de uma filha de Henrique se casando com Alexandre, o sobrinho de Pedro IV (r. 1185–1197), João Asen I (r. 1189–1196) e Joanitzes da Bulgária. Porém, se ela fosse a filha de Henrique com Inês, seria apenas uma recém-nascida, uma idade estranha para um casamento na época. Considera-se que ela seja, na realidade, uma filha ilegítima de Henrique com uma amante.